# 黑斑箬鰨
黑斑箬鰨為輻鰭魚綱鰈形目鰨亞目鰨科的其中一種，為熱帶魚類，分布於東大西洋茅利塔尼亞至獅子山淡水、半鹹水域、海域，棲息在底層水域，生活習性不明。

## 扩展阅读
維基物種上的相關：黑斑箬鰨